# Chen Jing (siatkarka)
Chen Jing (chiń. 陈静, ur. 3 września 1975 w Chengdu) – chińska siatkarka, złota medalistka igrzysk olimpijskich, pucharu świata, igrzysk azjatyckich i mistrzostw Azji.

## Życiorys
Chen dwukrotnie reprezentowała Chińską Republikę Ludową na letnich igrzyskach olimpijskich. Na igrzyskach 2000 w odbywających się Sydney wystąpiła w pięciu z ośmiu meczów turnieju. Chinki zajęły wówczas 5. miejsce. Podczas LIO 2004 w Atenach zagrała w trzech z pięciu meczów fazy grupowej oraz we wszystkich spotkaniach fazy pucharowej, w tym w zwycięskim pojedynku finałowym o złoto z Rosją.
W czasie gry w reprezentacji Chin tryumfowała także podczas rozgrywanych w Japonii pucharu wielkich mistrzyń 2001 i pucharu świata 2003. Zdobyła trzy medale Grand Prix – brązowy wywalczony w 1999 w Yuxi, srebrny w 2002 w Hongkongu oraz złoty w 2003 w Andrii. W dorobku ma również mistrzostwo wywalczone podczas igrzysk azjatyckich 2002 w Pusan oraz dwa złote medale mistrzostw Azji z 2001 i 2003.
Była zawodniczką chińskiego klubu Sichuan Volleyball. Zakończyła karierę sportową w 2013.